# Козак-характерник

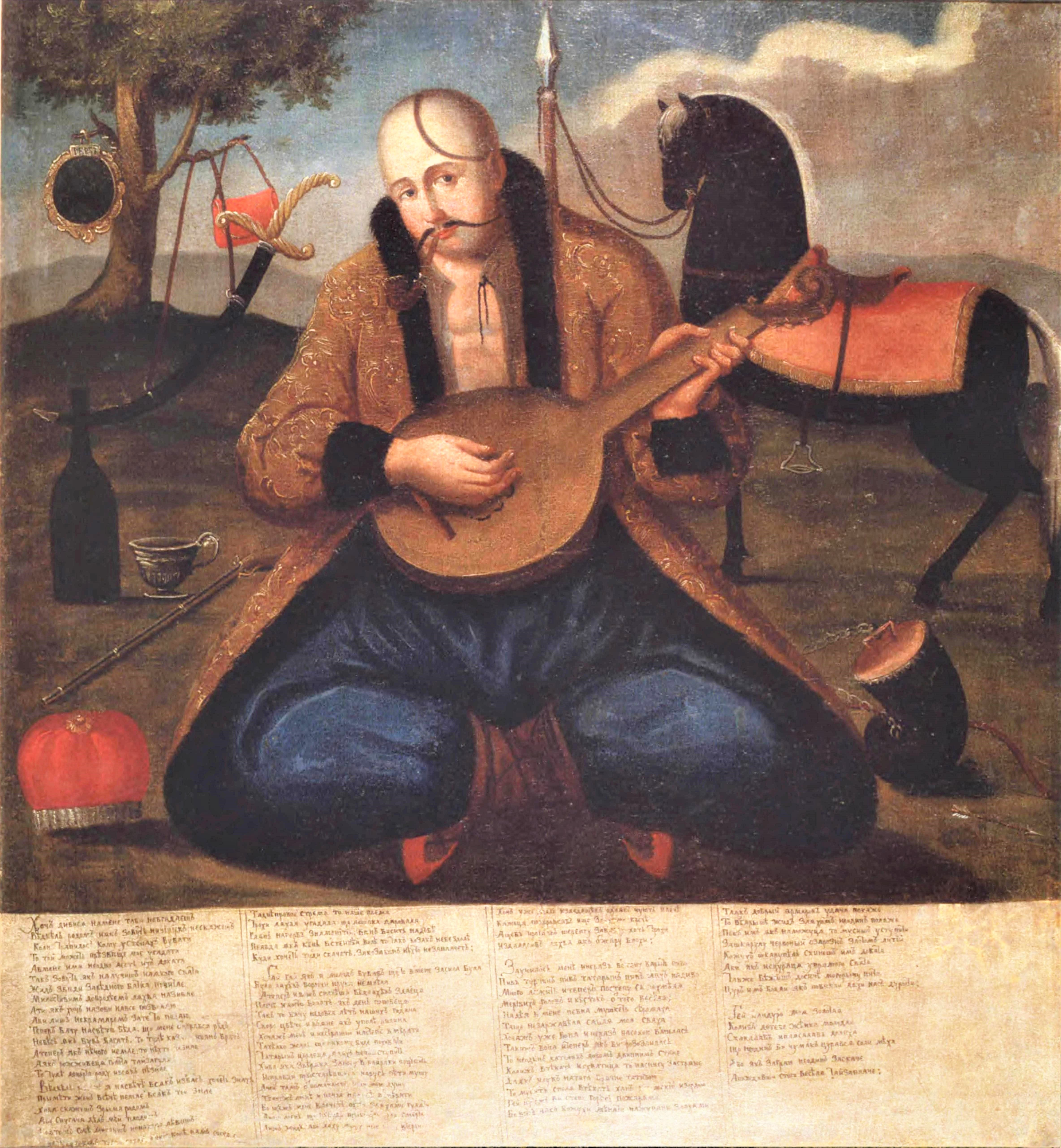
Картина Козак-бандурист (Козак Мамай) невідомого автора (XIX ст.). Національний художній музей України

Коза́к-характе́рник — запорозький козак, якому приписувалося володіння магічними силами. Образ козака-характерника почав формуватися в часи існування Запорозької Січі, коли магічні здібності приписувалися козацьким ватажкам їхніми підлеглими. Пізніше характерники отримали відображення в українському фольклорі та народних віруваннях як невразливі воїни, здатні перетворюватися на тварин, зачакловувати зброю і т. ін. Саме слово «характерник» первісно мало негативне значення, позначало чаклуна, віровідступника. Проте в міру зростання інтересу до козаків як захисників України, «характерник» наповнилося позитивним змістом. Характерниками після зруйнування Січі широко вважалися деякі історичні особи, такі, як Іван Сірко. Сучасні популярні уявлення описують характерників як різновид особливо навченого козацького війська.

## Етимологія
Записи про замовляння козаками зброї та чаклування задля захисту відомі з XVI ст., проте слово «характерник» тоді ще не вживалося. Ранні відомості про характерників походить із польських джерел, починаючи з XVII  ст. При цьому характерниками називаються різні люди, незалежно від їхнього місця проживання чи підданства (але в тому числі й козаки). «Характерник» було загальною назвою для людини, що займається чаклунством. Тому ставлення до них було однозначно негативним.
Назва «характерник» утворена від слова «характер» у значенні зачаклованої мітки. «Характер» походить із грецької та первісно означало «викарбувана мітка». Перша згадка такої мітки належить до 1614 року в книзі «Młot na czarownice», польському перекладі «Молота відьом». В одному з фрагментів йдеться про жовнірів (солдатів), які мали на собі «характери». У словнику Богуслава Лінде (1807—1814) слово «характер» трактується як «чародійський знак», а «характерником» названо особу, що носить такі знаки.
Книга «Усне оповідання колишнього запорожця, жителя Катеринославської губернії і повіту, села Михайлівського, Микити Леонтійовича Коржа» 1842 року, наводить переказ козака Макити Коржа, який називав характерниками ватажків розбійницьких ватаг, утворених козаками-втікачами. Тут можливий зв'язок зі злочинами Мацапури — серійного вбивці XVIII століття на Ніжинщині, та в цілому з зацікавленістю російської імперської влади в дискредитації козацької автономії, зображенні козаків розбійниками, бандитами й корупціонерами. Інші назви козаків, які описувалися надзвичайно хитрими чи спритними проти імперської влади — «химордник», «каверзник».
Однак, у XIX ст. слово «характерник» уже позбувається негативного наповнення і козаки-характерники ототожнюються з народними героями. Наприкінці XIX ст. було зібрано обширний фольклорний матеріал, де характерники (як і козаки взагалі) постають людьми надзвичайної сили та розуму, володіють надприродними здібностями. Остаточно позитивний образ характерників закріпився в 1990-і роки на тлі популярності теми козаків. Характерник став розумітися як козак-чаклун, який послуговується магічними силами для боротьби з ворогами свого народу.

## Походження образу

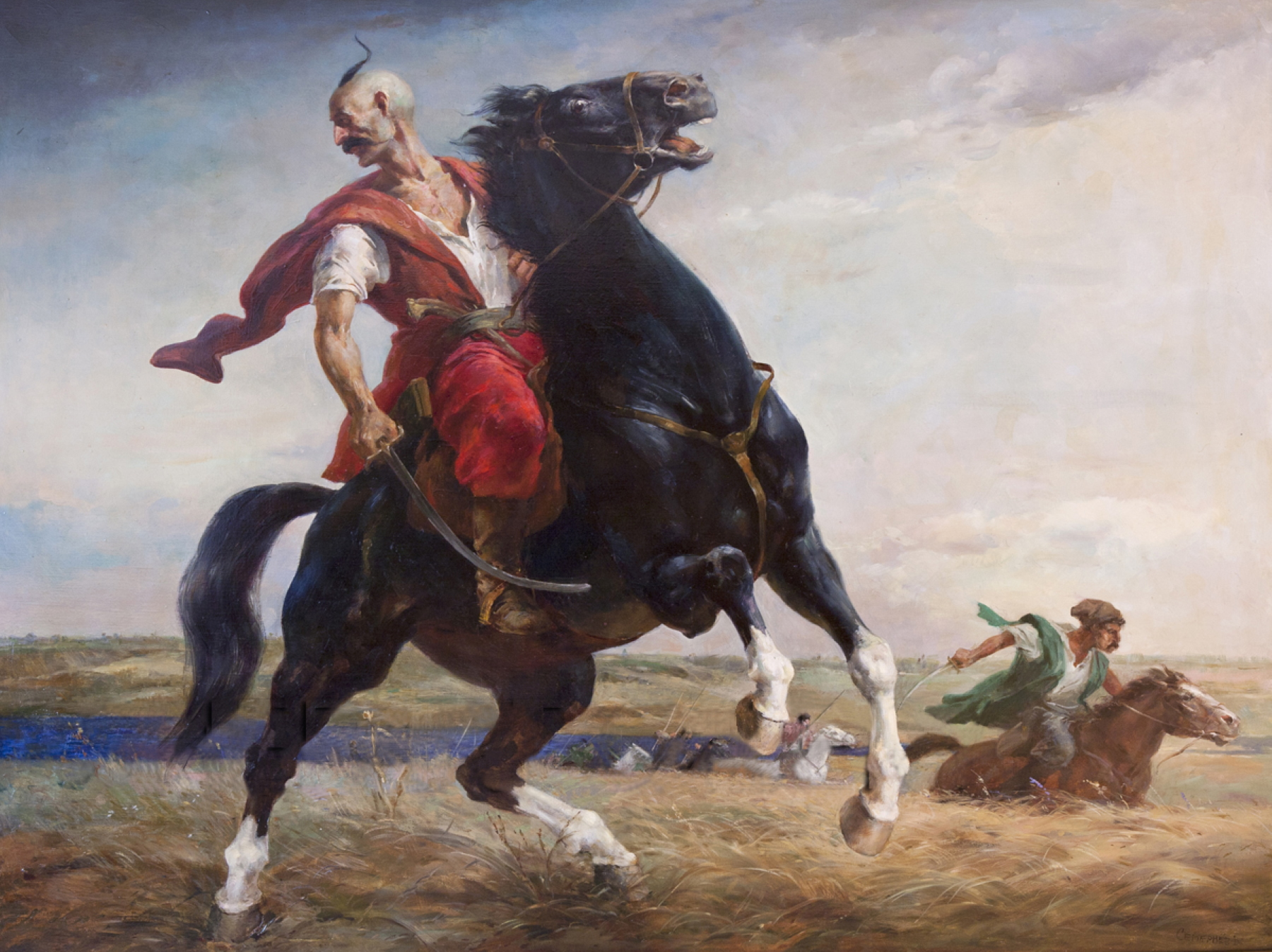
Козаки на картині Віктора Семерньова, 2001 рік

В образі характерника переплелися риси богатирського епосу, культу предків та демонології. Імовірно, що козаки самі підтримували уявлення про власні надлюдські спроможності задля залякування своїх ворогів.
У середині XVIII ст. у середовищі січовиків ще існував виражений богатирський епос, однак давні ознаки богатирів переносилися на живих, реальних людей, яких особливо шанували і міфологізували самі запорожці. В цей час формувалися уявлення про незвичайну силу, мужність і непереможність видатних запорожців, їхнє безсмертя чи здатність допомагати живим козакам після смерті.
Культ ватажка-курінного або кошового отамана, загалом старого (старшого) козака, існував як продовження культу предків. Так, курінному відводилося почесне місце під іконами, весь курінь сідав обідати лише тоді, коли курінний сідав за стіл, після закінчення трапези всі козаки йому вклонялися.
Здатність характерників до перетворення на звірів (зокрема вовка) дозволяє проводити паралелі з культом вовка як тотемного предка. А саме тут вірогідний зв'язок з племенем неврів, яке населяло Полісся та згадане Геродотом. За переказами, зібраними Геродотом, ці люди могли раз на рік перетворюватися на вовків (можливо, тут відображено обряд, під час якого неври одягали вовчі шкури). На думку Бориса Рибакова, звідси походять билини про богатирів, народжених собакою: Сучича, Сученка. Здатність до перевертництва приписувалася також богатирям Вользі, Волху Всеславичу, — що відображають вірування про магічні здібності князів. Сліди культу вовка як тотема-пращура зафіксовані на Поліссі ще в XX ст. у замовляннях, призначених захиститися від вовків, коли треба сказати «І я, як вовк». З цього випливає, що перевертництво козацьких лідерів — це риса, котра є продовженням вірувань, які побутували на території Київської Русі та зросли на основі традицій чоловічих військових товариств.
Якщо образ характерників почав формуватися в середовищі самих козаків, отримуючи фантастичні риси, то в XIX ст. йому особливо стають властиві перебільшення. Надзвичайні здібності стали приписуватися не лише окремим видатним козакам, а й козацтву взагалі.
У народних переказах характерництво приписувалося Тарасові Шевченку: він може змінювати свій вигляд, поставати то молодим, то старим, спритно перевдягатися.
Значний внесок у популяризацію образу характерників зробили вільні трактування історичних записів, де вказується на чаклування козаків, однак назва «характерник» не вживалася. У сучасній культурі характерникам відводиться місце особливої касти, еліти козацького війська. З'явилися твердження про особливі техніки навчання характерників. Разом з іншими псевдоязичницькими елементами характерники стали складовою українського кічу.

## Образ і заняття
Імовірно, що від самих козаків походять розповіді про їхню невразливість до зброї, здатність відмикати замки без ключів, плавати човном по підлозі, як по воді, переправлятися через воду на повстині чи рогожі, брати голіруч розпечені ядра, бачити на кілька верст, жити на дні річки, плавати під водою у відрі сотні й тисячі верст, звільнятися з зав'язаних і навіть зашитих мішків, перетворюватися на кота, перетворювати інших людей на тварин і рослини. Такі розповіді наводив зокрема Дмитро Яворницький і навів раціональне пояснення здібностей характерників як своєрідної пропаганди проти ворогів.
Ранні польські джерела, де вперше згадуються характерники, описують таких людей поряд з чаклунами та відьмами, засуджують їх, приписуючи зв'язки з дияволом. Стверджувалося, що характерники укладають з дияволом угоду, завдяки чому людина отримувала «характер» — особливу мітку на тілі, невразливість до зброї та нечутливість до болю. «Młot na czarownice» згадує, що аби магічний ритуал характерників спрацював, потрібно було здійснити наругу над образом Христа та розп'яттям з зображенням Христових мук.
У народних повір'ях, зібраних в XIX ст., характерники мають різноманітні чаклунські здібності, серед здібностей яких — вміння зупиняти кров, заговорювати біль, ловити кулі голими руками, ходити по воді та вогню, годинами перебувати під водою, ставати невидимим, насилати оману, що спричиняло панічну втечу ворогів з поля бою. Також такі козаки могли бачити майбутнє, події, що відбувалися в інших краях, знаходили скарби, виходили сухими з води. Михайло Драгоманов записав перекази про здатність козаків безпечно спрямовувати кулі «як бджіл» собі за пазуху.
За легендою, характерників «ніколи не ховали попи, а ховали їх запорожці по-своєму». Також вірили, що характерника можна було вбити лише срібною кулею в серце — тому вони нерідко першими йшли в бій.
Як розповідають легенди, декотрим характерникам після смерті забивали в груди кілок, щоб вони не вставали. Однак найпоширенішим похованням характерників було поховання лицем донизу. Цей звичай зберігся ще зі скіфських часів. Як стверджує історик Світлана Бессонова, таким чином хоронили «небезпечних людей-чаклунів, тобто осіб, чиє посмертне відродження було небажаним. Для того їх обертали обличчям вниз, щоб сонце не торкнулось їх своїм животворним промінням».

## Характерники в мистецтві

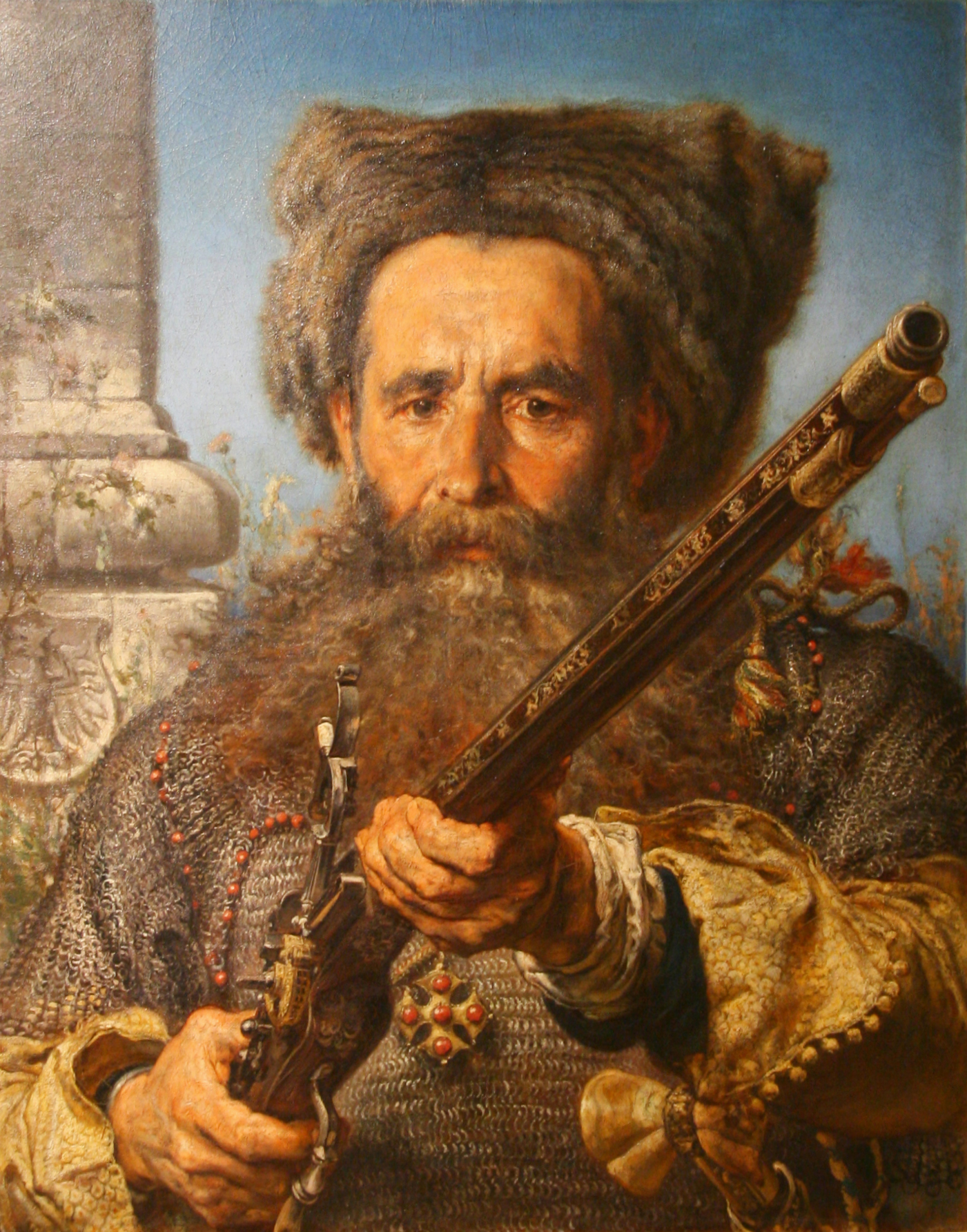
Портрет Остафія Дашкевича роботи Яна Матейка, 1874 рік

### Образотворче мистецтво

«Характерник»,
малюнок Василя Корнієнка, 1890-ті

## У геральдиці

Емблема Сил спеціальних операцій ЗСУ